# Заньковецкая, Мария Константиновна
Мари́я Константи́новна Занькове́цкая (псевдоним; урождённая Адасо́вская, по мужу — Хлыстова; укр. Марія Костянтинівна Заньковецька; 23 июля (4 августа) 1854, Заньки, Нежинский уезд, Черниговская губерния, Российская империя — 4 октября 1934, Киев, Украинская ССР, СССР) — советская украинская актриса. Народная артистка Украинской ССР (1923)

## Биография
Мария Заньковецкая родилась 23 июля (4 августа) 1854 года в деревне Заньки Нежинского уезда Черниговской губернии (ныне — Черниговская область Украины) Российской империи. Была седьмым ребёнком в семье Константина Константиновича Адасовского, обедневшего помещика и судьи уездного суда, и его жены Марии Васильевны.
В детстве пела в церковном хоре, организованном её отцом. «Голос этого… юного создания, истинного ангела, — вспоминали односельчане, — проникал в самую душу, вызывал всеобщее восхищение и благоговение».
В 1874 году окончила частный пансион Ф. Осовской в Чернигове. В мае 1877 г. в г. Нежине вступила в брак с артиллерийским офицером, Алексеем Антоновичем Хлыстовым. Уехала с мужем в крепость Бендеры в Бессарабии, где познакомилась с офицером Николаем Карповичем Тобилевичем (Н. К. Садовским). Вскоре А. А. Хлыстов был переведен из Бессарабии в Финляндию, в крепость Свеаборг. 11 сентября 1887 года ее брак с А. А. Хлыстовым был расторгнут решением киевского епархиального начальства, утвержден Святейшим синодом 4 января 1888 года.
Уже с юных лет Мария Заньковецкая выступала в любительских концертах. 27 октября 1882 года в Елисаветграде состоялся её дебют на профессиональной сцене — она сыграла Наталку-Полтавку в одноимённой пьесе И. П. Котляревского. Красивый голос Заньковецкой (меццо-сопрано) способствовал её успеху на сцене.
Служила в крупнейших украинских труппах под руководством М. Л. Кропивницкого, М. П. Старицкого, Н. К. Садовского, П. К. Саксаганского, И. К. Карпенко-Карого и других.
В 1907 году вместе с Н. К. Садовским организовала первый профессиональный стационарный украинский театр в Киеве. После Октябрьской революции 1917 года возглавляла Народный театр в Нежине (1918), участвовала вместе с П. К. Саксаганским в создании Народного театра в Киеве (1918, ныне — Национальный академический украинский драматический театр имени Марии Заньковецкой во Львове).
Расцвет таланта Заньковецкой относится ко времени её пребывания в богатой яркими дарованиями труппе М. Л. Кропивницкого и позже в труппе Н. К. Садовского. Критика высоко ценила артистическое дарование Заньковецкой, которая не только воплотила национальные образы, но и возвысилась до общечеловеческих типов. Гастроли же в Москве и Санкт-Петербурге создали ей большую известность.
Заньковецкая играла самые разнообразные роли, и весёлые, вроде Приськи («По ревизии»), и глубоко-драматические — в пьесах «Наймычка», «Пока солнце взойдёт, роса очи выест», «Не так склалося, як жадалося» и др. Особенно ей удавались роли беззаветно любящих и кротких молодых женщин. В Петербурге Заньковецкая с успехом выступала и в русской пьесе А. С. Суворина «Татьяна Репина».
Исполнительский диапазон Заньковецкой был чрезвычайно широк. Талантливая трагедийная актриса, она мастерски играла и комедийные роли: Прони («За двумя зайцами» М. Старицкого), Цвиркунки («Черноморцы» Я. Кухаренко), Приськи («После ревизии» М. Кропивницкого) и другие.
Признавая её сценические заслуги, в июне 1918 года гетман Скоропадский утвердил принятое Советом министров постановление о назначении ей пожизненной государственной пенсии.
Умерла 4 октября 1934 года в Киеве, похоронена на Байковом кладбище.

## Фильмография
Приняла участие в одном фильме-спектакле и в одном фильме:
- 1911 — «Наталка-Полтавка», фильм-спектакль Николая Садовского по одноимённой пьесе И. П. Котляровского (оператор: Дмитрий Сахненко) — Наталка
- 1924 — «Остап Бандура» — мать Остапа Бандуры

## Память
- Имя Марии Заньковецкой носит Национальный украинский музыкально-драматический театр во Львове.
- В 2000 году Нежинскому колледжу культуры и искусств присвоено имя Марии Заньковецкой.
- В Киеве в Городском саду установлен памятник актрисе.
- В Киеве, Львове, Одессе, Ужгороде, Чернигове, Черновцах, Нежине, Хрустальном, Стрые и Луцке её именем названы улицы, в Полтаве — переулок.
- В 1960 году создан мемориальный музей-квартира в Киеве, а в 1964 году — музей в селе Заньки.
- В 1971 году украинский писатель Иван Рябокляч написал пьесу «Мария Заньковецкая»
- В 1960 году в Киеве открыт Музей Марии Заньковецкой[7].
- Национальный банк Украины 14 июня 2004 года выпустил в обращение памятную монету (номинал — 2 гривны) в честь 150-летия со дня рождения Марии Заньковецкой[8].